# Eichelberg (Naturschutzgebiet)
Koordinaten: 50° 30′ 48″ N, 10° 27′ 1″ O
Das Naturschutzgebiet Eichelberg liegt im Landkreis Schmalkalden-Meiningen in Thüringen. Das Gebiet, in dem sich der 476 Meter hohe Eichelberg erhebt, erstreckt sich nordöstlich von Ritschenhausen zu beiden Seiten der A 71. Nördlich des Gebietes verläuft die Landesstraße L 3089, westlich und südlich verläuft die L 1131 und fließt die Jüchse, ein linker Nebenfluss der Werra. Westlich erstreckt sich das 117 ha große FFH-Gebiet Zehnerberg und Bauerbachtal (siehe Liste der FFH-Gebiete in Thüringen#Tabelle).

## Bedeutung
Das rund 21,5 ha große Gebiet mit der Kennung 130 wurde im Jahr 1961 unter Naturschutz gestellt. 